# Talizat
Talizat (okzitanisch Talisac oder Talaisac) ist ein zentralfranzösischer Ort und eine Gemeinde mit 596 Einwohnern (Stand 1. Januar 2022) im Département Cantal in der Region Auvergne-Rhône-Alpes (vor 2016 Auvergne). Die Gemeinde gehört zum Arrondissement Saint-Flour und zum Kanton Saint-Flour-1.

## Lage
Talizat liegt etwa 45 Kilometer ostnordöstlich von Aurillac. Umgeben wird Talizat von den Nachbargemeinden Joursac im Nordwesten und Norden, Ferrières-Saint-Mary im Norden und Nordosten, Valjouze im Nordosten, Rézentières im Osten, Coren im Südosten, Andelat im Süden, Alleuze im Süden und Südwesten sowie Neussargues-Moissac im Westen.

## Bevölkerungsentwicklung
| Jahr                       | 1962 | 1968 | 1975 | 1982 | 1990 | 1999 | 2006 | 2011 | 2019 |
| Einwohner                  | 775  | 731  | 697  | 635  | 637  | 592  | 566  | 590  | 596  |
| Quellen: Cassini und INSEE |      |      |      |      |      |      |      |      |      |

## Sehenswürdigkeiten
- Menhir La Pierre Plantade

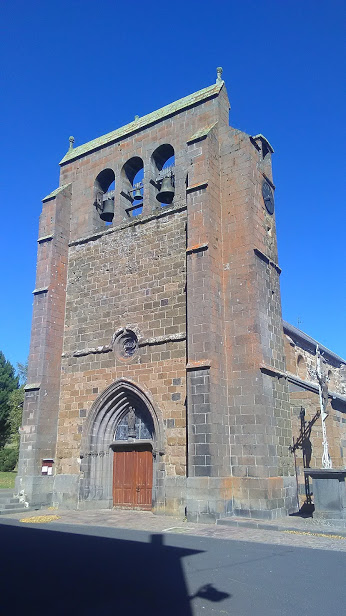
Kirche Saint-Lambert
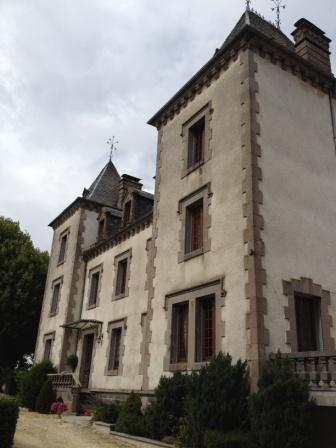
Schloss Vernières

- Kirche Saint-Lambert
- Schloss Verniéres

## Persönlichkeiten
- Émilie Tillion (geborene Émilie Cussac, 1876–1945), Schriftstellerin und Kunstkritikerin, Widerstandskämpferin, im KZ Ravensbrück ermordet